# 成田光弘
成田 光弘（なりた みつひろ、1942年10月7日 - 2023年10月19日）は、秋田県北秋田郡鷹巣町（現・北秋田市）出身のプロ野球選手（捕手、外野手）。

## 来歴・人物

### プロ入り前
小学生の時、父親が出張のお土産にキャッチャーミットを購入し、野球を始めるきっかけになった。
しかし、当時は野球をするには充分な環境がなかったため、本格的に取り組むのは中学校へ進学してからになる。
高校進学は当初家が農家だったこともあり、秋田県立鷹巣農林高等学校を希望していたが、秋田市立秋田商業高等学校野球部の勧誘があり、秋田商業高等学校への進学を決めた。甲子園出場は計3回経験している。
秋田商業高等学校を卒業後、大毎に入団する。大毎入団の経緯としては他に大洋、西鉄、中日の計4球団から誘いがあったが、秋田商業高等学校OBの三平晴樹がいたことが決め手となった。

### プロ野球選手時代
大毎では一軍出場がなかったが、阪急移籍後に一軍公式戦初出場、通算10打数2安打.200の成績を残した。
その後もコーチ補佐としてプロ野球界に在籍していたが、西本幸雄監督の退団と共に1973年限りで引退。

### プロ野球選手引退後
引退後は鷹巣町役場で勤務。子供たちの指導をする機会も設けられた。そして指導を始めた矢先、とある選手が目に留まった。中堅手を務めていた中嶋聡。成田は中嶋に目をつけ、阪急のOB会でも「秋田にものすごいのがおる」「絶対に阪急が獲るべきや」と助言。中嶋は高校入学後捕手にコンバートした。その背景には上田利治監督の捕手を求める声もあった。試合では外野手としてプレーさせ、練習でブルペン捕手として中嶋を指導。翌春には後逸する場面もあったものの、捕手としては見れるものになっていた。その後中嶋は強肩と長打力を注目され、実際に阪急へ入団し、活躍していく。
その後、2002年から県軟式野球連盟理事、常任理事、副会長を務めた。それぞれの役職を長きにわたって務め、軟式野球の発展、普及への貢献が認められ、2023年4月29日、旭日単光章を受章した。
2023年10月19日死去。81歳没。

## 詳細情報

### 年度別打撃成績
| 年 度     | 球 団     | 試 合 | 打 席 | 打 数 | 得 点 | 安 打 | 二 塁 打 | 三 塁 打 | 本 塁 打 | 塁 打 | 打 点 | 盗 塁 | 盗 塁 死 | 犠 打 | 犠 飛 | 四 球 | 敬 遠 | 死 球 | 三 振 | 併 殺 打 | 打 率 | 出 塁 率 | 長 打 率 | O P S |
| --------- | --------- | ----- | ----- | ----- | ----- | ----- | -------- | -------- | -------- | ----- | ----- | ----- | -------- | ----- | ----- | ----- | ----- | ----- | ----- | -------- | ----- | -------- | -------- | ----- |
| 1965      | 阪急      | 10    | 0     | 0     | 0     | 0     | 0        | 0        | 0        | 0     | 0     | 0     | 0        | 0     | 0     | 0     | 0     | 0     | 0     | 0        | ----  | ----     | ----     | ----  |
| 1966      | 阪急      | 6     | 3     | 2     | 0     | 1     | 0        | 0        | 0        | 1     | 0     | 0     | 0        | 0     | 0     | 1     | 0     | 0     | 1     | 0        | .500  | .667     | .500     | 1.167 |
| 1968      | 阪急      | 9     | 8     | 8     | 0     | 1     | 0        | 0        | 0        | 1     | 0     | 0     | 0        | 0     | 0     | 0     | 0     | 0     | 2     | 0        | .125  | .125     | .125     | .250  |
| 通算：3年 | 通算：3年 | 25    | 11    | 10    | 0     | 2     | 0        | 0        | 0        | 2     | 0     | 0     | 0        | 0     | 0     | 1     | 0     | 0     | 3     | 0        | .200  | .273     | .200     | .473  |

### 背番号
- 43 （1961年 - 1963年）
- 69（1964年 - 1973年）